# Electronic brakeforce distribution
Distribuția electronică a forței de frânare. Acest echipament asistă ABS-ul. De exemplu, la autovehiculele cu tracțiune în față, partea din față este mai grea decât partea din spate, astfel încât în cazul acționării frânelor, centrul de greutate al autovehiculului se deplasează spre față. Prin aceasta, aderența la roțile din spate scade simțitor și roțile tind să se blocheze. ABS-ul lucrează în sensul antiblocării roților din spate, iar EBD-ul redistribuie forța de frânare, pentru eficiență maximă.